# Masaaki Furukawa
Pour les articles homonymes, voir Furukawa.
Masaaki Furukawa (古川 昌明, Furukawa Masaaki) est un footballeur japonais né le 28 août 1968. Il était gardien de but.